# Fusarium venenatum
Fusarium venenatum je půdní, vláknitá, nepatogenní vřeckovýtrusná houba rodu Fusarium (srpovnička), která je rozšířena v půdách po celém světě. Je úzce příbuzná s houbou Fusarium graminearum (Giberela růžová), což je známý rostlinný patogen produkující silné mykotoxiny.  Díky svému vysokému obsahu bílkovin se tato houba komerčně používá k produkci jednobuněčného proteinu pod komerčním názvem Quorn.

## Objevení
Fusarium venenatum byla objevena v anglickém Buckinghamshire v roce 1967 při hledání nových mikroorganismů, které by byly schopny přeměnit škrob na proteiny a poskytnout tak alternativní zdroj pro produkci bílkovin v případě globálního nedostatku potravin. Původně byla tato houba nesprávně identifikována jako F. graminearum, ovšem pozdější analýzy molekulárních fylogenetických, morfologických a mykotoxinových údajů podpořily reklasifikaci na současnou F. venenatum.

## Produkce
Fusarium venenatum se pro produkci mykoproteinu pěstuje za přísně definovaných podmínek, kdy jsou teplota, pH, koncentrace živin, rozpuštěný kyslík a rychlost růstu konstantní. Zdrojem uhlíku je glukóza a amoniak je zdrojem dusíku, přičemž je proces fermentace vždy provozován s nadbytkem všech živin. Teplota bývá udržována v rozmezí 28–30 °C a pH okolo 6. Jelikož je produktem celá biomasa houby, která je značně vláknitá, což vykazuje obtížnosti při procesu míchání, využívá se v dnešní době tzv. air-lift technologie v kontinuální průtokové fermentaci. Při splnění těchto podmínek je možno vyrobit 300–350 kg biomasy za hodinu.
Jelikož F. venenatum představuje jednobuněčný organismus, musí při procesu proběhnout snížení obsahu RNA v biomase. Toho lze docílit vystavením houbové biomasy tepelnému šoku (zahřátím na 72–74 °C) po dobu 30–40 minut. Tento proces sice vede ke ztrátě biomasy až z 33 %, docílí se tím však snížení RNA na požadované bezpečnostní standardy.
Mykoprotein Quorn, jakožto finální produkt F. venenatum, je určen výhradně pro lidskou konzumaci. Při výrobě Quornu se do směsi přidává vaječný bílek, trocha ječmenného sladového extraktu, voda a vápník. Tyto komponenty zlepšují strukturu hotového výrobku, který poté připomíná maso. Kritický proces pro vytvoření masité textury je zmrazení, kdy řízený růst ledových krystalů účinně tlačí vláknité hyfy dohromady a vytváří vláknité svazky s výslednou strukturou, kterou lze popsat jako maso. Tato struktura finálního produktu je navíc pozoruhodně stabilní, což umožňuje neomezené možnosti v potravinářské výrobě.
Mykoproteinové produkty se ve Velké Británii prodávají od ledna 1985 a prodej v dalších evropských zemích začal v roce 1991. Mykoprotein může být nyní legálně prodáván ve všech zemích Evropské unie a má schválení také ve Švýcarsku, Norsku, na Tchaj-wanu, v Kanadě, Jižní Africe, Austrálii a na Novém Zélandu. Ve Spojených státech započala výroba mykoproteinu Quorn v roce 2002, po schválení organizací FDA.

## Patogeneze a toxicita
Vzhledem k úzké příbuznosti Fusarium venenatum se známým rostlinným patogenem F. graminearum byly vzneseny obavy ohledně bezpečnosti F. venenatum. Došlo tedy k inokulaci postřikem pšeničných klasů a inokulaci ran na rajčatech. U obou druhů byl zaznamenán drobný vývoj hyf F. veneatum, ale žádné příznaky patogenity nebyly prokázány ani u pšenice, ani v rajčatech.
Testování toxicity mykoproteinu Quorn ukázalo, že produkt lze trvale konzumovat jako jediný zdroj bílkovin bez jakýchkoli nežádoucích účinků. Vzhledem k nekonvenční povaze tohoto produktu byly zkoušky prováděné za účelem jeho schválení obzvláště důkladné, trvaly deset let a byly provedeny pokusy na jedenácti různých druzích zvířat. Lidské studie zahrnovaly 2 500 lidí bez nežádoucích účinků.